# Modest Dobrzyński
Modest Eugeniusz Dobrzyński (ur. 23 stycznia 1901 w Warszawie, zm. 22 września 1984 tamże) – polski dziennikarz.

## Życiorys
Ukończył Gimnazjum im. Adama Mickiewicza, a następnie studiował na Wydziale Humanistycznym Uniwersytetu Warszawskiego. 
Od 1928 pracował jako dziennikarz. Po wybuchu II wojny światowej zaangażował się w konspirację, posługiwał się pseudonimem Paweł. Podlegał pod Komendę Główną Armii Krajowej, Oddział VI BiP (Biuro Informacji i Propagandy) i pracował w Tajnych Wojskowych Zakładach Wydawniczych (TWZW). Podczas powstania warszawskiego walczył w północnym Śródmieściu, a po upadku dostał się do niewoli, więziony w obozach Gross-Born i Sandbostel. 
Po zakończeniu wojny powrócił do zawodu dziennikarza, kierował Działem Miejskim w Expressie Wieczornym, od stycznia 1946 równocześnie pracował w Polskim Radio, członek Stowarzyszenia Archiwistów Polskich. Od 1958 do 1967 radny Dzielnicowej Rady Narodowej Warszawa-Śródmieście. Zainicjował popularne w latach 60. XX wieku akcje „Warszawa na wysoki połysk” i „Dom na wysoki połysk”, a także wiele innych organizowanych przez Express Wieczorny. Wielokrotnie zasiadał w Zarządzie Oddziału Warszawskiego Związku Zawodowego Dziennikarzy, a następnie w Stowarzyszeniu Dziennikarzy Polskich. Przez kilka kadencji przewodniczył Radzie Zakładowej Expressu Wieczornego. Prowadził wykłady zlecone na Wydziale Dziennikarskim Wyższej Szkoły Nauk Społecznych przy KC PZPR. 
Pochowany na cmentarzu Powązkowskim (kwatera 146a-5-24).

## Odznaczenia
- Krzyż Kawalerski Orderu Odrodzenia Polski;
- Złoty Krzyż Zasługi;
- Medal X-lecia;
- Złota Odznaka Honorowa Za Zasługi dla Warszawy;
- Srebrna Odznaka Odbudowy Warszawy;
- Srebrna Odznaka Honorowa Związku Zawodowego Pracowników Książki, Prasy i Radia.